# Oroszlány
Oroszlány (germană: Ohreslahn) este un oraș în districtul Oroszlány, județul Komárom-Esztergom, Ungaria, având o populație de 18.510 locuitori (2011). 

## Demografie
Componența etnică a orașului Oroszlány
     Maghiari (93,14%)
     Romi (2,77%)
     Germani (1,43%)
     Slovaci (1,07%)
     Necunoscut (0,49%)
     Alții (1,09%)
Componența confesională a orașului Oroszlány
     Fără religie (31,16%)
     Romano-catolici (24,01%)
     Reformați (6,16%)
     Luterani (3,43%)
     Atei (1,91%)
     Necunoscută (32,53%)
     Alte religii (2,48%)
Conform recensământului din 2011, orașul Oroszlány avea 18.510 locuitori. Din punct de vedere etnic, majoritatea locuitorilor (93,14%) erau maghiari, existând și minorități de romi (2,77%), germani (1,43%) și slovaci (1,07%). Apartenența etnică nu este cunoscută în cazul a 0,49% din locuitori. Nu există o religie majoritară, locuitorii fiind persoane fără religie (31,16%), romano-catolici (24,01%), reformați (6,16%), luterani (3,43%) și atei (1,91%). Pentru 32,53% din locuitori nu este cunoscută apartenența confesională.